# Pooh (banda)
Pooh es una banda musical italiana de pop formada en 1966 en Bolonia. 
También es conocida por su plural, I Pooh (los Pooh). Pooh ha producido algunos de los más grandes éxitos discográficos de Italia, se encuentra entre los grupos más longevos de la historia de la música, y ha vendido más de 100 millones de discos. Es considerado el grupo más importante de la historia discográfica italiana.

## Integrantes

### Integrantes actuales
- Roby Facchinetti (1944), voz y teclado desde 1966 (compositor principal).[2]
- Dodi Battaglia (1951), voz y guitarras desde 1968 (algunas veces compositor musical).
- Red Canzian (1951), voz y bajo eléctrico desde 1973 (algunas veces compositor musical).

### Exintegrantes
Los miembros originales de Pooh fueron:
- Bob Gillot (teclados).
- Riccardo Fogli (1947), voz y bajo desde 1966 hasta 1973.
- Valerio Negrini (1946-2013), voz y batería desde 1966 hasta 1971 (autor de letras principal).
- Stefano D'Orazio (1948), voz y batería desde 1971 hasta 2009 (segundo autor de letras).

### Cambios en los integrantes
En el verano de 1966 se unió a la banda Roby Facchinetti (teclados), y en septiembre de 1968 lo hizo Dodi Battaglia (guitarra).
En el invierno de 1971, después de la salida de Valerio, la banda reclutó a Stefano D'Orazio, el baterista de Naufraghi.
Los integrantes definitivos llegaron en 1973, cuando Riccardo Fogli abandonó el grupo y siguió una carrera en solitario durante la gira de "Alessandra" y fue reemplazado por Red Canzian, un joven guitarrista de rock progresivo, que rápidamente aprendió a tocar el bajo, y se convirtió en miembro oficial del grupo.
Otro cambio inesperado y radical ocurre en 2009. El baterista Stefano D'Orazio, anuncia su intención de abandonar la banda después de la gira de verano, en septiembre de 2009 y en 2010 fue reemplazado por el baterista inglés Steve Ferrone. La banda sigue siendo un trío.

## Cronología

### Miembros
- Roby Facchinetti - voz, teclados, sintetizador, acordeón (1966-2016)
- Dodi Battaglia - voz, guitarras, teclados, acordeón (1968-2016)
- Stefano D'Orazio - voz, tambores, percusión, flauta (1971-2009, 2015-2016)
- Red Canzian - voz, bajo, guitarra, flauta, chelo, contrabajo (1973-2016)
- Riccardo Fogli - voz, guitarra, bajo (1966-1973, 2015-2016)

### Antiguos miembros
- Bob Gillot - voz y teclados (a partir de agosto de 1965 hasta abril de 1966)
- Gilberto Faggioli - voz y bajo (en 1966)
- Mauro Bertoli - cofundador del grupo, voz y guitarra (de 1966 a 1967)
- Mario Goretti - voz y guitarra (de 1966 a 1968)
- Valerio Negrini - fundador del complejo; voces, batería, y lyricist (de 1966 a 1971); entonces sólo compositor hasta la muerte en 2013

 'Varis Casini'  Desde el año 1986 colabora con el Pooh como jefe de promoción de radio y televisión.
- Marco Barusso - arreglista en Pensamiento Remake 2016, Los dos de nosotros en el mundo y el alma de 2016, ¿Quién va a detener la música en el año 2016, Todavía una canción.
- Phil Mer - batería y guitarra (de 2011 a 2013)
- Steve Ferrone - batería y percusión (en 2010)
- Ludovico Vagnone - guitarra (de 2010 a 2012)
- Danilo Ballo - teclados, guitarra y voz (de 2010 a 2013)
- Ensemble orquesta sinfónica (llevada a cabo por Giacomo Loprieno), en la gira de la orquesta  Opera segundo
- Fio Zanotti, arreglista en Días infinita, Los pensamientos color, Oasis, El cielo es azul por encima de las nubes, Juego, los teclados en vivo en "Oasis tour".
- Franz Di Ciocco, pandereta en la canción "Mi querido a mí mismo" (1980).
- Declam de viento de madera trío (Demo Morselli y Gigi Mucciolo-trompeta, Claudio Pascoli - saxo tenor, Amedeo Bianchi-saxo alto), gira Días infinita, Adiós, El color de los pensamientos.
- Claudio Pascoli, el saxofón tenor en Días infinita.
- Emanuele Ruffinengo (1964), arreglista en Sólo hombres, Amigos para siempre y un lugar feliz, teclados en vivo "Los hombres sólo Tour".
- ?? viento: Massimo Zanotti (trombón, bombardino, tuba), Marco Bran (trompeta, trompeta piccolo, fliscorno), Mauro Negri (clarinete), Davide Di Gregorio (flauta) en Play.
- Tommy Emmanuel, la guitarra acústica en "Un centenar de estas vidas 2001 turísticos".
- Renato Cantele, ingeniero de sonido en vivo de 1981 y estudiar la 1985.
- Osiris Gozzi, ingeniero de sonido.
- Giancarlo Lucariello, el productor United Artists-CBS, trabajó con Pooh de 1970 a 1975.
- Gianfranco Monaldi, arreglista y conductor, con el grupo de 1971 a 1985.
- Ezio de Rosa, un asistente de estudio a los Parsifal y luego ayudante cercano a Boomerang, suerte y ... STOP.
- Renato Neri, Director de las luces.
- Carlo Tuzii, director de especial para RAI, "un poco 'de nuestro tiempo mejor" y el drama "La jaula".
- Luciano Tallarini, gráfico.
- Antonino Zito, ingeniero de sonido en vivo de 1984.
- Flora Hall, el gráfico de 1985.
- Gianni D'Angelo, diseñador (a partir de 2011 a 2016)
- Andrea Pedrinelli, periodista - escritor.
- Teddy Randazzo, productor y traductor de textos para el disco huracán.
- Maurizio Miretti, ayudante promoción hasta 1983.
- Giorgio Butturini, Secretario.
- Paolo Steffan, "el diseñador del logo Pooh", nació en 1978 a Boomerang y más tarde se convirtió en el símbolo oficial del grupo.
- Brian Humphries, Pink Floyd ingeniero de sonido e ingeniero de sonido para estudiar Suerte.
- Pasquale Di Lauro, fase técnica y batería en "Hola, buenos días es el reloj de alarma" durante la gira de finales de los 70, principios de los 80.
- Vincenzo Zitello, arpa celta en la canción  buena madre .
- Eros Ramazzotti, RAF, Enrico Ruggeri y Umberto Tozzi, voces en la canción  Vivirás .
- Eugenio Finardi, ingeniero de sonido gira en vivo en 1973.
- Antonello Venditti voz en la canción  número uno  (nunca inserta Asociación de la versión final del álbum  Deja de ... ).
- Mario Biondi, dúo en vivo en la canción  Voy a pensar en el mañana  y la versión de estudio del álbum Opera segundos.
- Los negros de la caja, dúo en la canción  Piccola Katy .
- Claudio Baglioni, dúos viven en las canciones  que no se detendrá la música ,  Vuelve  de Beatles y el dúo en la canción  Lo que amigos bella  por QPGA y  María marea  por Opera segundos.
- Ornella Vanoni, dúo en la canción  Eternidad .
- Riccardo Fogli, dúo en la canción  Días cantó .
- Gianni Togni, dúo en la canción  Nos vamos .
- Vuelo, dúo en la canción Pierre entró en Pooh Box.

## Discografía

### Álbumes de estudio oficiales
- Per quelli come noi (1966)
- Contrasto (1968)
- Memorie (1969)
- Opera prima (1971)
- Alessandra (1972)
- Parsifal (1973)
- I Pooh 1971-1974 (1974)
- Un po' del nostro tempo migliore (1975)
- Forse ancora poesia (1975)
- Poohlover (1976)
- Rotolando respirando (1977)
- I Pooh 1975-1978 (1978)
- Boomerang (1978)
- Viva (1979)
- Hurricane (1980)
- ...Stop (1980)
- I Pooh 1978-1981 (1981)
- Buona fortuna (1981)
- Palasport (1982)
- Tropico del nord (1983)
- Aloha (1984)
- I Pooh 1981-1984 (1984)
- Anthology (1985)
- Asia non Asia (1985)
- Giorni infiniti (1986)
- Goodbye (1987)
- Il colore dei pensieri (1987)
- Oasi (1988)
- Un altro pensiero (1989)
- Uomini soli (1990)
- La nostra storia (1990)
- Il cielo è blu sopra le nuvole (1992)
- Musicadentro (1994)
- Buonanotte ai suonatori (1995)
- Poohbook  (1995)
- Amici per sempre (1996)
- The Best of Pooh (1997)
- Un minuto prima dell'alba (1998)
- Un posto felice (1999)
- Cento di queste vite (2000)
- Best of the Best (2001)
- Pinocchio (2002)
- Pinocchio - Il grande Musical (2003)
- Ascolta (2004)
- La grande festa (2005)
- Noi con voi (2006)
- Noi con voi - Versione integrale (2007)
- Beat Regeneration (2008)
- Per quelli come noi (Remastered) (2008)
- Ancora una notte insieme (2009) ( ITA # 2 - Platinum )
- Dove comincia il sole (2010)
- Dove comincia il sole live (2011)
- Opera seconda (2012)

### Sencillos
- Vieni Fuori (Keep On Runnin) \ L'uomo Di Ieri (10 de febrero de 1966)
- Bikini Beat \ Quello Che Non Sai (Rag Doll) (29 de abril de 1966)
- Brennero '66 \ Per Quelli Come Noi (3 de octubre de 1966)
- Nel Buio (I Looked In The Mirror) \ Cose Di Questo Mondo (15 de abril de 1967)
- In Silenzio \ Piccola Katy (2 de febrero de 1968)
- Buonanotte Penny \ Il Tempio Dell'Amore (16 de octubre de 1968)
- Mary Ann \ E Dopo Questa Notte (9 de abril de 1969)
- Goodbye Madame Butterfly \ Un Minuto Prima Dell'Alba (17 de noviembre de 1969)
- Tanta Voglia Di Lei \ Tutto Alle Tre (28 de abril de 1971)
- Pensiero \ A Un Minuto Dall'Amore (28 de septiembre de 1971)
- Noi Due Nel Mondo e Nell'Anima \ Nascerò Con Te (21 de abril de 1972)
- Cosa Si Può Dire Di Te \ Quando Una Lei Va Via (21 de octubre de 1972)
- Io e Te Per Altri Giorni \ Lettera Da Marienbad (5 de junio de 1973)
- Infiniti Noi \ Solo Cari Ricordi (5 de septiembre de 1973)
- Se Sai, Se Puoi, Se Vuoi \ Inutili Memorie (20 de mayo de 1974)
- Per Te Qualcosa Ancora \ E Vorrei (5 de noviembre de 1974)
- Ninna Nanna \ È Bello Riaverti (25 de julio de 1975)
- Linda \ Donna Davvero (21 de julio de 1976)
- Risveglio \ La Gabbia (23 de marzo de 1977)
- Dammi Solo Un Minuto \ Che Ne Fai Di Te (28 de septiembre de 1977)
- Cercami \ Giorno Per Giorno (28 de abril de 1978)
- Fantastic Fly \ Odissey (11 de diciembre de 1978)
- Io Sono Vivo \ Sei Tua, Sei Mia (16 de mayo de 1979)
- Notte a Sorpresa \ Tutto Adesso (16 de noviembre de 1979)
- Canterò Per Te \ Stagione Di Vento (14 de abril de 1980)
- Chi Fermerà La Musica \ Banda Nel Vento (21 de abril de 1981)
- Buona Fortuna \ Lascia Che Sia (16 de noviembre de 1981)
- Non Siamo In Pericolo \ Anni Senza Fiato (21 de octubre de 1982)
- Se Nasco Un'Altra Volta \ Per Chi Merita Di Più (20 de junio de 1986)
- Donne Italiane \ Davanti Al Mare (11 de diciembre de 1989)
- Uomini Soli \ Concerto Per Un'Oasi (2 de febrero de 1990)
- Se Balla Da Sola (23 de marzo de 1999)
- Dimmi Di Sì (23 de julio de 1999)
- Portami Via (19 de octubre de 2001)
- Il Paese Dei Balocchi (25 de octubre de 2002)
- Capita Quando Capita (21 de abril de 2004)
- Ascolta (1 de septiembre de 2004)
- Per Dimenticare Te (17 de diciembre de 2004)
- La grande festa (18 de noviembre de 2005)
- Cuore Azzurro  (25 de mayo de 2006)

| Predecesor: Fausto Leali y Anna Oxa | Ganador del Festival de San Remo 1990 | Sucesor: Riccardo Cocciante / Sarah Jane Morris |